# Rezerwat przyrody Piskory
Piskory – rezerwat przyrody znajdujący się na terenie gminy Żyrzyn, w powiecie puławskim, w województwie lubelskim.
- położenie geograficzne: Wysoczyzna Lubartowska
- powierzchnia (dane nadesłane z nadleśnictwa): 203,02 ha
- rok utworzenia: 1998
- dokument powołujący: Zarządzenie Ministra Ochrony Środowiska, Zasobów Naturalnych i Leśnictwa z 23 grudnia 1998 roku w sprawie uznania za rezerwat przyrody (Dz. U. nr 166, poz. 1230).
- przedmiot ochrony (według aktu powołującego): zachowanie zespołu ekosystemów wodnych, bagiennych i leśnych o dużej różnorodności biologicznej.

Rezerwat jest cenną ostoją ptactwa wodno-błotnego, występują tu m.in. bąk, bielik, orlik krzykliwy, zielonka, rybitwa białoskrzydła, żuraw, gęś gęgawa, a w pobliskich olsach – puchacz. Populacja perkoza zausznika należy do najliczniejszych w Polsce.
Rezerwat nie posiada planu ochrony, obowiązują w nim jednak zadania ochronne, na mocy których obszar rezerwatu podlega ochronie czynnej.

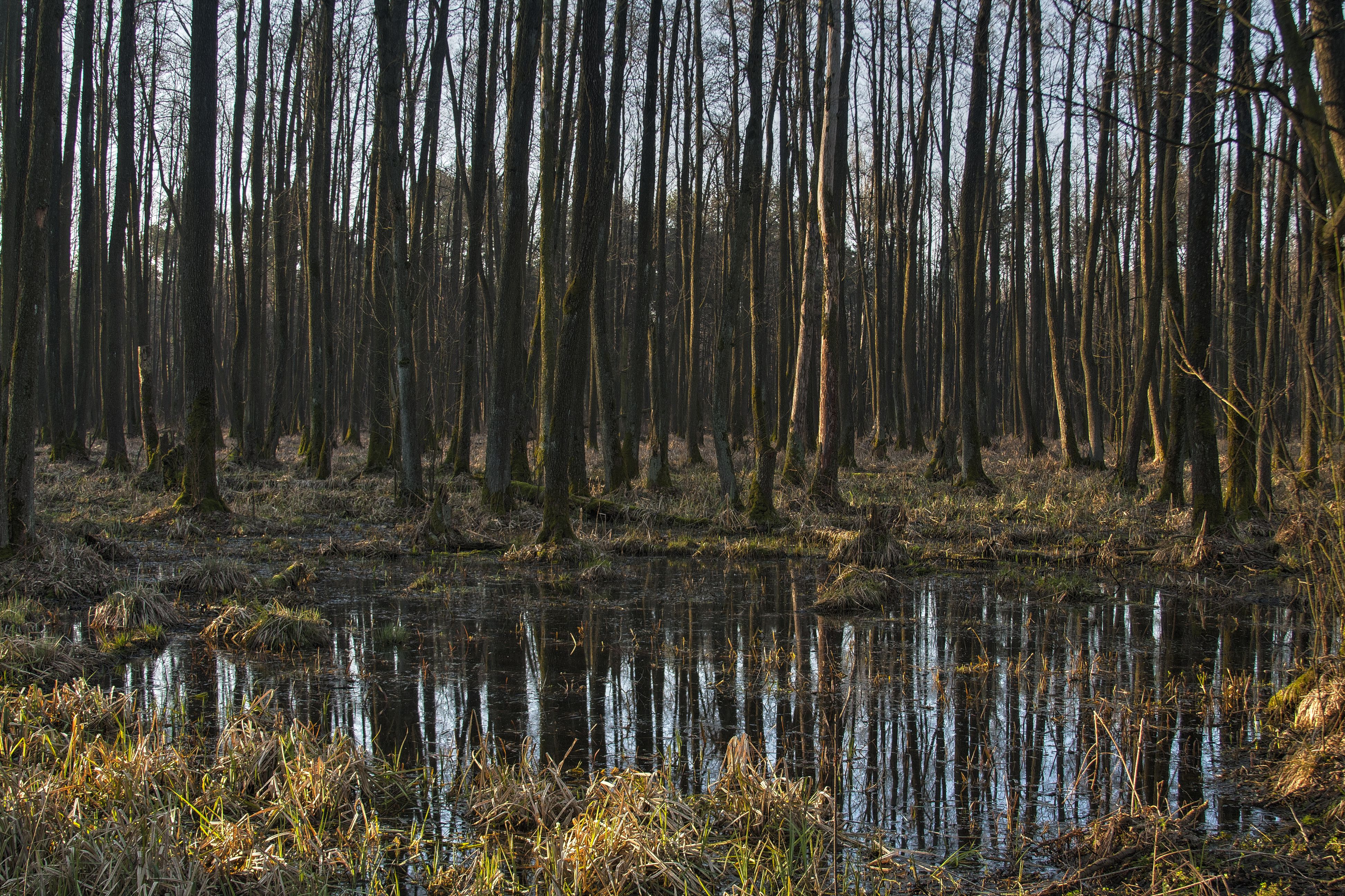
Rozlewiska wokół jeziora w rezerwacie Piskory
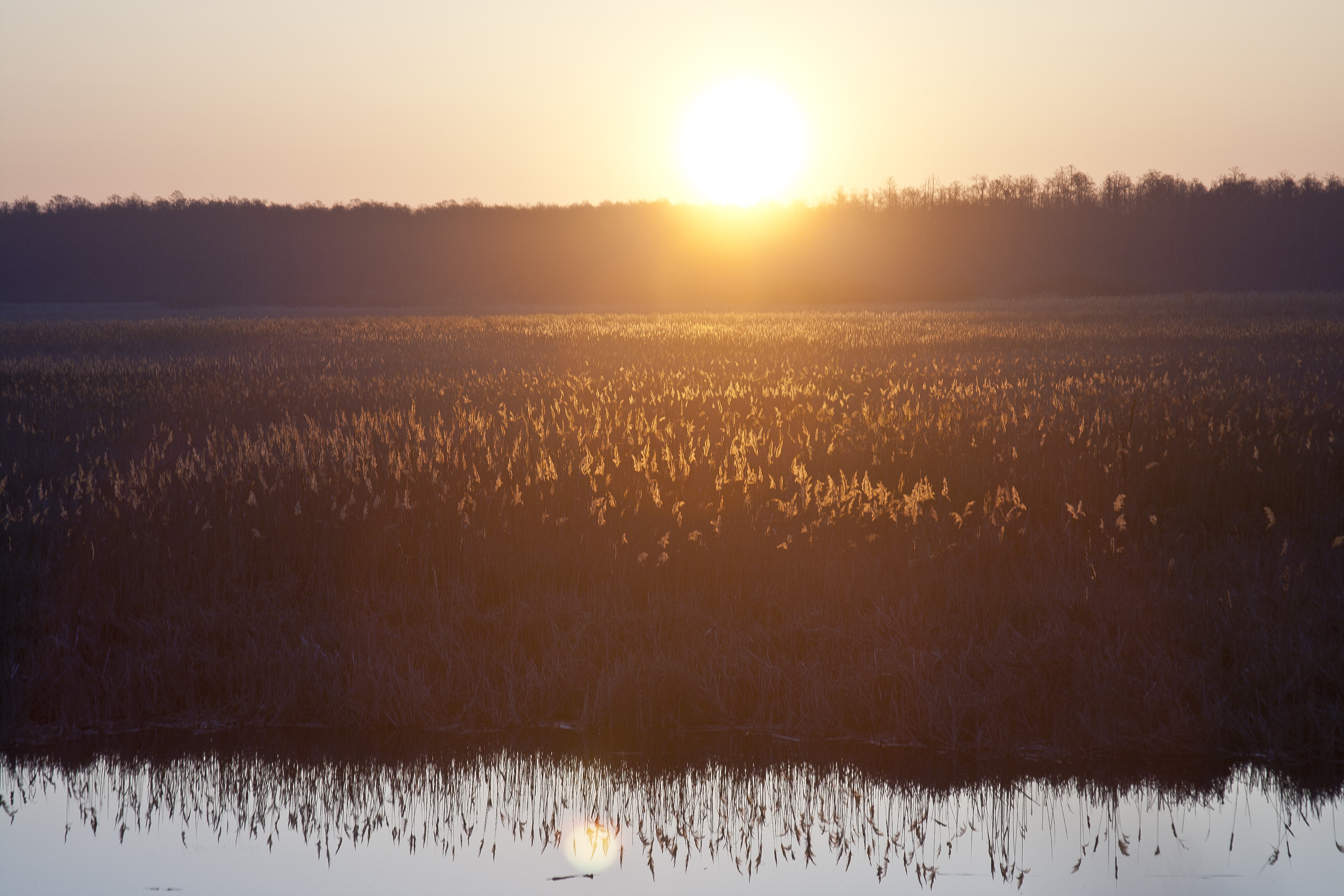
Jezioro w rezerwacie Piskory